# NGC 1277
NGC 1277は、ペルセウス座の方向に地球から2億2000万光年離れた位置にある小さなレンズ状銀河である。
NGC 1277の中心部には、2012年になって太陽の170 ± 30億倍という超大質量ブラックホールが発見された。質量は恒星の動きから推定された。これは、活動銀河であるOJ 287の181億M☉（180億M☉＋1億M☉の連星系）に次いで重いブラックホールである。また、銀河系にあるいて座A*のブラックホールの400倍も重い。ブラックホールの直径（シュヴァルツシルト半径の2倍）は1020億kmにもなり、これは海王星軌道の11倍、冥王星の遠日点距離より7倍も大きい。なお、質量は非常に重いが直径も大きいため、事象の地平面付近の重力は地球の88倍、平均密度は1m3あたり61gと、恒星質量ブラックホールと比べれば低い値を示す。
ブラックホールはNGC 1277自身の質量である1200億M☉ の14%の重さを持つが、典型的な銀河で中心部の超大質量ブラックホールが占める質量の割合が0.1%の関係にある事を考えると、割合が非常に大きい。ちなみにバルジ部分だけでは59%にもなる。この割合は、NGC 4486Bの11%を上回る、観測史上最大の割合である。NGC 1277は、直径・質量共に銀河系の10%程度の大きさしかない小さな銀河であり、それが銀河系の400倍という巨大なブラックホールを有するのは謎である。巨大なブラックホールの重力の影響で、NGC 1277は非常にコンパクトにまとまっており、その進化も早かったと考えられている。このような質量の割合を持つ銀河の候補が、NGC 1277以外にも5つ発見されているが、これらは詳細な画像を待たねばならない。いずれにしても、NGC 1277の存在そのものが、銀河と中心部の超大質量ブラックホールの質量割合が大幅にずれており、これは従来の銀河の形成論からは考えられないものであり、もし他の候補も似たような割合を持つとなれば、銀河の形成論を根本的に見直さねばならなくなる。